# Univers du cycle de l'Élévation
Le cycle de l'Élévation est une œuvre littéraire de science-fiction écrite par David Brin.
La provolution est le thème principal abordé dans ce cycle par le biais des principes et règles de la société Galactique imaginée par David Brin.

## L'univers du cycle de l'Élévation

### Le principe de l’Élévation
L’Élévation est le processus génétique par lequel une espèce doyenne de l’univers fait accéder une espèce moins évoluée au niveau de civilisation galactique avec tous ses apports technologiques (dont le voyage dans l’espace). L’Élévation établit un contrat de servitude sur une durée de plusieurs centaines de milliers d’années aux dépens de l'espèce la moins évoluée. En vertu de ce contrat, l'espèce doyenne est appelée espèce patronne et l'espèce moins évoluée espèce cliente. Les termes et règles de l’Élévation ont été fixés dans un passé très lointain par les Progéniteurs, une espèce très ancienne aujourd’hui disparue, et sont conservées dans la Bibliothèque, une base de données partagée qui assure la cohésion de la civilisation galactique.
L’Élévation est un processus radicalement opposé à l’évolution qui consiste à progresser par ses propres moyens physiques et intellectuels, au terme d’un processus interne de sélection naturelle, comme chez les êtres humains. Le cas singulier de l'espèce humaine laisse toutefois perplexe bon nombres des espèces, puisqu'ils auraient développé les technologies du voyage spatial seuls et ne peuvent pas êtres soumis à la servitude induite par l'élévation même s'ils ont accès à la bibliothèque. En effet une minorité d'espèces soutient sans preuves que les êtres humains ont été amenés incognito à leur niveau de civilisation actuel par une ancienne espèce galactique aujourd’hui disparue. Les terriens sont ainsi appelés les « jeunes loups » de la galaxie.

« Vous devrez tout d’abord démontrer que vous êtes
de dignes clients, obéissants et fidèles
aux patrons qui vous auront rachetés.
Puis votre statut grandira
et vous procéderez à l’élévation d’autres espèces,
en transmettant généreusement
ce que vous avez obtenu par votre mérite »

— Le Manuscrit de la Destinée, David Brin (trad. Jean-Pierre Pugi), Le Monde de l’oubli [« Brightness Reef »], vol. tome II, France, J’ai Lu, coll. « Science-fiction / Rédemption », 1998, 380 p. (ISBN 2-290-04458-X), page 50
Les techniques utilisées dans le processus d’Élévation ont permis aux humains de modifier génétiquement les dauphins et les chimpanzés pour en faire des néo-dauphins et des néo-chimpanzés, dotés d’une intelligence élevée et capables de s’exprimer dans un langage articulé. Les humains, libéraux, n’appliquent pas les termes du contrat habituel lié au processus d’Élévation, les néo-chimpanzés et les néo-dauphins ont les mêmes droits que les humains et sont représentés politiquement au Conseil de la Terragens, conseil chargé des relations entre la Terre et la communauté galactique.

### L'organisation galactique
Les cinq galaxies de l’univers connu sont administrées par des instituts dont les deux plus puissants sont dénommés Institut des Migrations et Institut de la Bibliothèque.
L’Institut des Migrations organise l’aménagement des écosphères pour éviter tout désastre écologique à l’échelle galactique. Ce conservatoire intergalactique concède aux différentes espèces de l’univers un bail de six millénaires pour fonder une colonie sur une nouvelle planète. Au terme du bail, les colons doivent quitter la planète et la laisser en jachère[réf. nécessaire].
L’Institut de la Bibliothèque compile toutes les données connues sur l’univers depuis les Progéniteurs et en délivre le contenu aux espèces qui font partie de la Confédération galactique.
Sur l’échelle de temps des Terriens, le Contact est le terme qui désigne le moment où les humains sont entrés en contact avec les espèces extra-terrestres, marquant ainsi le début d’une nouvelle ère galactique. Les humains ont mis en place le conseil de la Terragens, auquel participent les espèces clientes de la Terre (néo-chimps et néo-dauphins). La Terragens est responsable des colonies octroyées par les Galactiques aux humains.
La langue parlée dans l’univers connu est le Galactique qui se décline en diverses variantes numérotées (Galactique 6, Galactique 7, etc).

### Les espèces extra-terrestres
Les extra-terrestres de l’univers du cycle de l’Élévation appartiennent principalement à huit catégories, dont les deux principales sont les Galactiques et les inhalateurs d’hydrogène.

### Les néo-langages
Dans son cycle, David Brin distingue trois formes de langage chez les néo-dauphins, deuxième espèce cliente des humains : le Primal qui est l’ensemble des cris caractéristiques des dauphins non modifiés génétiquement, le Ternaire qui sont des haikus poétiques, et enfin l’Anglique qui est la lingua franca de la planète Terre, dérivée de l’anglais.
En mettant en avant la forme ternaire des haikus, l’auteur défend une approche poétique du langage dont l’élément fondamental de toute expression est la métaphore. Par contraste, l’anglique est le langage humain de la pensée logique et rationnelle, un langage aux structures duquel les néo-dauphins ont du mal à s’adapter tout au long du récit.
La forme poétique et ternaire, souvent chantée, des haikus des néo-dauphins fait de ce langage beaucoup plus qu’un simple outil de transfert d’informations, comme pourrait l’être un langage simplement utilitaire. Avec les haikus, c’est un contexte émotionnel et une invitation à la réflexion qui sont à la base de la communication. Le seul défaut de ce langage, dû à sa richesse sémantique à plusieurs niveaux, est son relatif manque d’efficacité dans les cas d’urgence où les protagonistes ont besoin d’un langage clair pour transmettre rapidement des informations stratégiques.

### Les mondes
Au temps lointain des Progéniteurs, dix-sept galaxies abritaient les mondes de la civilisation Galactique. Depuis lors les chemins qui les unissaient se sont effondrés.
CalafiaColonie humaine, et monde originel de membres humains et néo-dauphins de l’équipage du Streaker (voir Marée stellaire).
GarthColonie humaine dont l’attaque par les Gubrus est racontée dans Élévation.
TerrePlanète originelle des humains.
JijoMonde de l’Exil (seconde trilogie), laissé en friche par ses derniers détenteurs Galactiques (les Buyurs). Cette planète possède deux satellites naturels : Loocen et Torgen. Ses principales cités sont Biblos, avec ses bibliothèques, Ovoom[réf. nécessaire] et Tarek la cosmopolite. Son étoile, principal élément de camouflage des habitants-squatters par ses émissions de carbone, est Izmunuti.
JophekkaPlanète marécageuse où les Jophurs ont vu le jour.
KazzkarkAstéroïde habité[réf. nécessaire], siège des quartiers généraux de divers Instituts galactique.
KithrupMonde refuge du Streaker pendant les événements de Marée stellaire.
OakkaMonde vert et avant poste de l’Institut de Navigation, dont les mers poisseuses offrent un répit désagréable aux dauphins du Streaker.
UrchachkaPlanète torride et herbeuse d’où sont originaires les Urs.

### Les personnages récurrents

#### Humains
Emerson D’AniteTechnicien du Streaker (Marée stellaire). Il réapparait par la suite sur Jijo (Rédemption), tout d’abord en tant qu'étranger et amnésique, tentant d’aider les exilés rattrapés par la scène galactique, avant de retrouver la mémoire et son vaisseau.
Gillian BaskinMédecin à bord du Streaker et agent conseil de la Terragens, femme de Tom Orley, amie de Jacob Demwa. Elle prend le commandement du vaisseau des Terriens lors de la fuite de Kithrup (Marée stellaire), alors que Creideiki et Tom Orley sont séparés de l’équipage.
Jacob DemwaPersonnage principal de Jusqu'au cœur du soleil et agent de la Terragens, mentionné dans Marée stellaire et Rédemption en tant que mentor de Thomas et Gillian Orley.
Hannes SuessiMécanicien de bord du Streaker (Marée stellaire et Rédemption). Après la fuite de Kithrup, il est transformé en Cyborg,. De même que son ami Emerson, Hannes est manipulé par les Anciens qui l’ont transformés en cyborg, afin de servir leurs plans.

#### Néo-dauphins
BrookidaMécanicien et métallurgiste du Streaker (Marée stellaire et Rédemption).
CreideikiCommandant du Streaker jusqu’à Kithrup (Marée stellaire), où il est blessé puis séparé du vaisseau[réf. nécessaire], ancien second d’Hélène Alvarez (voir Jusqu'au cœur du soleil).
MakaneeMédecin à bord du Streaker et collègue proche de Gillian. Elle tente d’éviter la régression des dauphins, soumis à la pression de la fuite. Elle est laissée sur Jijo avec les néo-fins atteints d’atavisme[réf. nécessaire] (Rédemption).
Tsh’tOfficier de quatrième rang pendant les événements de Kithrup (Marée stellaire), c’est le seul officier rescapé resté à bord du Streaker lors de sa fuite vers Jijo puis loin de cette planète d’exilé[réf. nécessaire]. De fait c’est le second de Gillian alors devenu commandant en l’absence de Creideiki et Thomas Orley.

#### Tymbrimis
Machine NissOrdinateur tymbrimi doté d’une personnalité propre et confiée à Tom Orley à bord du Streaker (Marée stellaire). Lorsque le vaisseau des terriens se trouve dépourvu de la majorité de ses officiers humains et néo-fins (Creideiki, Tom, Hikahi, Keepiru …), Niss devient de fait le conseiller de Gillian, alors aux commandes du Streaker.

#### Autres extraterrestres
HerbieMomie alien non identifiée, trouvée sur l’un des vaisseaux de la flotte abandonnée dans un Amas Superficiel par l’équipage du Streaker (Marée stellaire).

## Œuvres composant l'univers du cycle de l'Élévation
- Jusqu'au cœur du soleil
- Marée stellaire
- Élévation
- Rédemption